# Djénébou Danté
Djénébou Danté (7 augustus 1989) is een Malinese atlete. Ze is de zus van voetballer Abdoul Karim Danté.

## Biografie
Danté nam in 2016 deel aan de Olympische Zomerspelen 2016 in Rio de Janeiro. Op de 400m eindigde ze vijfde in de series, waardoor ze zich niet kon plaatsen voor de halve finale. Danté was vlaggendraagster voor Mali op deze Olympische Spelen.
In 2017 won ze op de Jeux de la Francophonie in Abidjan goud op de 400m.
Danté is zowel indoor als outdoor recordhoudster op de 400m bij de Malinese vrouwen. Outdoor liep ze op 10 juni 2016 in Colmar de 400m in 52,24, indoor liep ze 400m op 5 februari 2020 in Reims in 55,20 (ze verbrak hierbij haar eigen record met 56 honderdsten). Ze is sinds 26 mei 2007 ook nationaal recordhoudster bij de vrouwen op de 4 × 100 meter estafette: samen met N. Sidibe, Yah Koïta en Kadiatou Camara deed ze er die dag 46,1 over.